# Le Voyage extraordinaire
Le Voyage extraordinaire (The Fantastic Journey) est une série télévisée américaine en dix épisodes de 50 minutes, créée par Bruce Lansbury et diffusée entre le 3 février et le 17 juin 1977 sur le réseau NBC.
En France, la série a été diffusée à partir du 8 octobre 1977 sur TF1.

## Synopsis
Cette série met en scène une équipe composée de gens issus d'époques différentes, perdus dans le triangle des Bermudes, et qui tentent de découvrir un moyen de retourner dans leurs mondes respectifs.

## Distribution
- Jared Martin (VF : Jean Roche) : Varian
- Ike Eisenmann : Scott Jordan
- Carl Franklin : Dr Fred Walters
- Katie Saylor : Liana
- Roddy McDowall : Dr Jonathan Willoway

## Fiche technique
- Titre original : The Fantastic Journey
- Titre français : Le Voyage extraordinaire
- Créateur de la série : Bruce Lansbury
- Création du concept : Merwin Gerard, Michael Michaelian et Katharyn Powers
- Réalisation : Andrew V. McLaglen, Vincent McEveety, Barry Crane, Art Fisher, Victor French, Alf Kjellin, David Moessinger, Irving J. Moore et Virgil W. Vogel
- Scénario : Michael Michaelian, Katharyn Powers, Richard Fielder, D.C. Fontana, Merwin Gerard, Robert Hamilton, Leonard Katzman, Kenneth Kolb et Harold Livingston
- Thème musical : Robert Prince
- Musique : Robert Prince et Dick DeBenedictis
- Photographie : Irving Lippman et Sam Leavitt
- Montage : Richard E. Rabjohn, Richard Van Enger Jr. et Ken Zemke
- Distribution : Claire Newell
- Création des décors : Ross Bellah et Robert Purcell
- Création des costumes : Grady Hunt
- Supervision des maquillages spéciaux : Ben Lane
- Supervision des effets spéciaux : Robert Peterson et Richard Albain
- Producteur : Leonard Katzman
- Producteurs exécutifs : Bruce Lansbury et William Cairncross
- Compagnies de production : Bruce Lansbury Productions et Columbia Pictures Television
- Compagnie de distribution : Sony Pictures Television
- Pays d'origine :  États-Unis
- Langue : Anglais mono
- Genre : Fantastique
- Durée : 1 x 70 minutes + 9 x 50 minutes
- Image : couleurs
- Ratio écran : 1.33:1
- Format négatif : 35 mm
- Procédé cinématographique : Sphérique

## Épisodes
Tous les épisodes ont été doublés en français.
1. Vortex (Vortex / Atlantium) (90 minutes) avec Scott Brady, Gary Collins, Leif Erikson, Susan Howard, Ian McShane et Mary Ann Mobley
2. Atlantium (Atlantium, part II) avec Jason Evers et Gary Collins
3. Une Place au soleil (Beyond the Mountain) avec Marj Dusay
4. La République des enfants (Children of the Gods)
5. Le Conquérant (A Dream of Conquest) avec John Saxon
6. Un Amour volcanique (An Act of Love) avec Christina Hart
7. Le Magicien (Funhouse) avec Mel Ferrer
8. Les Amazones (Turnabout) avec Joan Collins
9. Énigmes (Riddles) avec William O'Connell
10. Le Loup dans la bergerie (The Innocent Prey) avec Nicholas Hammond, Cheryl Ladd, Lew Ayres, Gerald McRaney et Richard Jaeckel

## Commentaires
- La série a été tournée dans les décors des Studios Burbank en Californie appartenant à l'époque à la chaîne NBC.
- La version française du générique dispose d'une voix off introduisant les personnages alors qu'elle n'est pas présente dans la version originale.
- Le personnage de Willaway n'apparaît en tant que héros principal qu'à partir du troisième épisode. Son casting ne fut décidé qu'à la dernière minute.
- Le pilote de la série d'une durée de deux heures a été remonté et plusieurs scènes retournées pour introduire le personnage de Liana. Eve Costigan (jouée par Susan Howard), Jill Sands (incarnée par Karen Somerville) et le professeur Paul Jordan (Scott Thomas) censés apparaître dans la série seront purement et simplement absents du casting pour le reste de la série.
- Un onzième épisode scénarisé ne put être tourné du fait de l'annulation de la série.

## Sortie vidéo (France)
La série est disponible sur le territoire français sur le support DVD :
- La Voyage Extraordinaire (Coffret 3 DVD-9) édité le 25 mars 2020 par Elephant Films et distribué par Sony Pictures Home Entertainment. Le ratio écran est en 1.33:1 plein écran 4:3. L'audio est en français et anglais Dolby Digital avec sous-titres français. L'intégralité des 10 épisodes est présente. Sur le premier DVD, en bonus, un documentaire "Les coulisses extraordinaires". Il s'agit d'une édition toutes zones[1].